# Liste antiker Ortsnamen und geographischer Bezeichnungen/Ot
| Lateinischer Name | Griechischer Name | Beschreibung                                    | Heute | Quellen und Verweise | Lage |
| ----------------- | ----------------- | ----------------------------------------------- | ----- | -------------------- | ---- |
| Otadini           |                   |                                                 |       | Smith;               |      |
| Otene             |                   |                                                 |       | Smith;               |      |
| Otesia            |                   |                                                 |       | Smith;               |      |
| Othrys            | Ὄθρυς (Othrys)    | Gebirgskette am Südrand der thessalischen Ebene |       | Smith;               |      |
| Otis              |                   | Stadt am Euphrat unterhalb von Babylon          |       | Plin. 5,26; Smith;   |      |
| Ottorocorras      |                   |                                                 |       | Smith;               |      |